# Hengam
L'île Hengam (persan: هنگام) est une île d'Iran située dans le golfe Persique. Elle se trouve à 29 mille marin au l'île Qechm et à 43 mille marin au sud de Bandar-e Abbas, sur la côte iranienne.
Elle couvre une superficie de 36,6 km2 et son point le plus élevé est montagne Nakas se trouve à 106 m au-dessus du niveau de la mer. Comme les autres îles du golfe Persique, son climat est chaud et humide.
Les plus importantes activités économiques d'habitants sont la pêche et le tourisme. l'île de Hengam a quelques sites touristiques comme les bâtiments du port anglais et les plages des animaux aquatiques tels que les tortues, les dauphins, les coraux et les requins.

## Gelerie

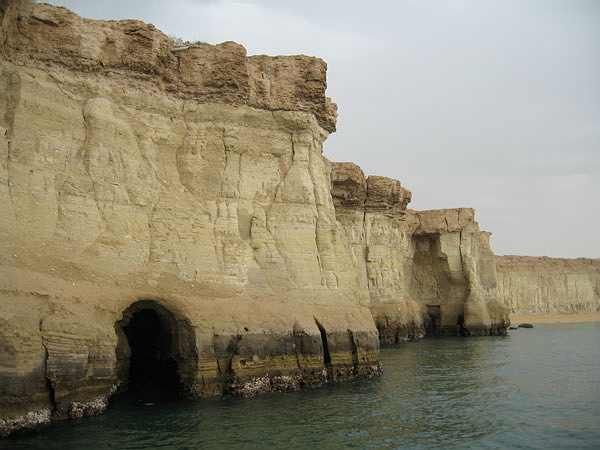
Île de Hengam
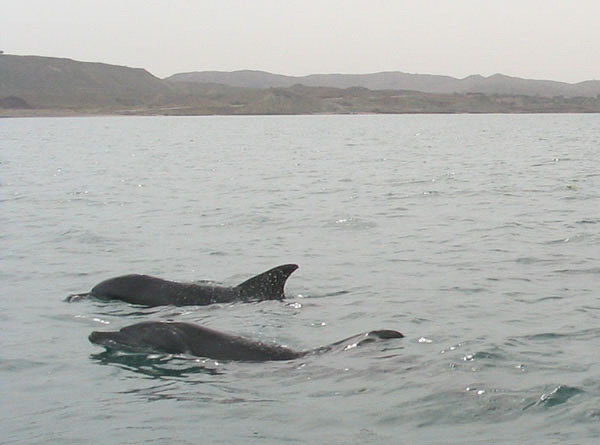
Dauphines proche d’île
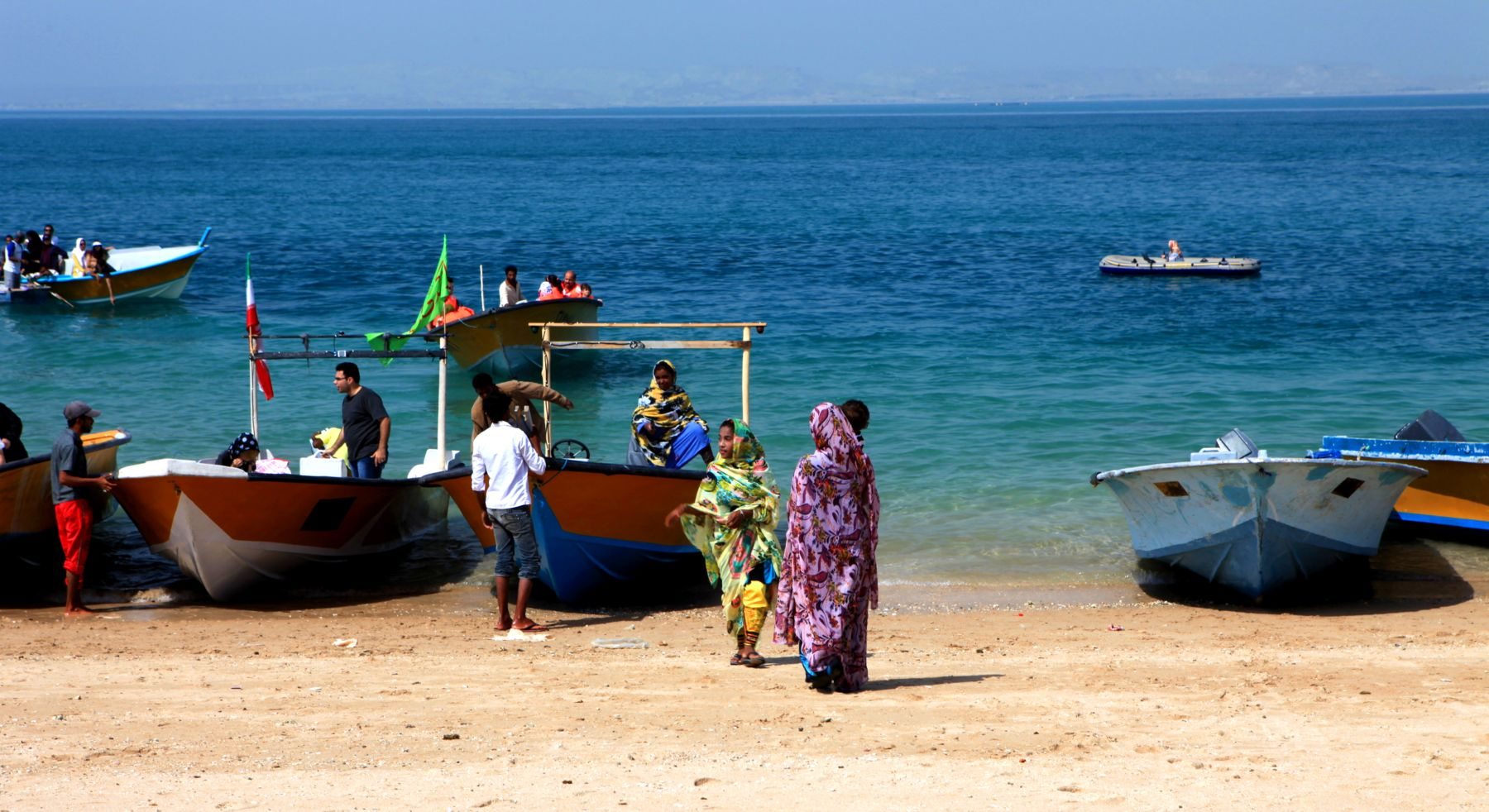
Les bateaux touristiques